# Murovac
Murovac este un sat din comuna Petnjica, Muntenegru. Conform datelor de la recensământul din 2003, localitatea are 43 de locuitori (la recensământul din 1991 erau 89 de locuitori).

## Demografie
În satul Murovac locuiesc 28 de persoane adulte, iar vârsta medie a populației este de 29,1 de ani (30,4 la bărbați și 27,7 la femei). În localitate sunt 9 gospodării, iar numărul mediu de membri în gospodărie este de 4,78.
|  |

| Demografie | Demografie | Demografie |
| An         | Locuitori  | Locuitori  |
| ---------- | ---------- | ---------- |
|            |            |            |
|            |            |            |
|            |            |            |
|            |            |            |
| 1948       | 130        |            |
| 1953       | 144        |            |
| 1961       | 174        |            |
| 1971       | 187        |            |
| 1981       | 166        |            |
| 1991       | 89         | 88         |
| 2003       | 59         | 43         |

| \| Componența etnică conform recensământului din 2003[2] \| Componența etnică conform recensământului din 2003[2] \| Componența etnică conform recensământului din 2003[2] \| Componența etnică conform recensământului din 2003[2] \| Componența etnică conform recensământului din 2003[2] \| \| ----------------------------------------------------- \| ----------------------------------------------------- \| ----------------------------------------------------- \| ----------------------------------------------------- \| ----------------------------------------------------- \| \| \| \| \| \| \| \| Bosniaci \| Bosniaci \| \| 42 \| 97,67% \| \| Musulmani \| Musulmani \| \| 1 \| 2,32% \| \| necunoscută \| necunoscută \| \| 0 \| 0% \| |             |  |    |        |
| Componența etnică conform recensământului din 2003 |             |  |    |        |
| |             |  |    |        |
| Bosniaci | Bosniaci    |  | 42 | 97,67% |
| Musulmani | Musulmani   |  | 1  | 2,32%  |
| necunoscută | necunoscută |  | 0  | 0%     |